# Callyspongia differentiata
Callyspongia differentiata är en svampdjursart som först beskrevs av Arthur Dendy 1922.  Callyspongia differentiata ingår i släktet Callyspongia och familjen Callyspongiidae.
Artens utbredningsområde är Seychellerna. Inga underarter finns listade i Catalogue of Life.